# Терновица (Львовская область)
Терновица (укр. Терновиця) — село в Новояворовской городской общине Яворовского района Львовской области Украины.
Население по переписи 2001 года составляло 786 человек. Занимает площадь 1,898 км². Почтовый индекс — 81061. Телефонный код — 3259.

## История
В 1946 г. Указом ПВС УССР село Брухналь переименовано в Терновицу.